# Acheilognathus somjinensis
Acheilognathus somjinensis és una espècie de peix cipriniforme de la família dels ciprínids que es troba a Corea.